# Havreholm Slot
Havreholm Slot er et hotel og konferencecenter syd for Hornbæk, Helsingør Kommune, omkring 40 km nord for København. Der er ikke tale om et egentligt slot, men en villa, der blev bygget som privat bolig for ejeren af Havreholm Papirfabrik, og som den lokale befolkning ironisk omtalte som et slot. Denne betegnelse er anvendt af senere ejere og bruges officielt i dag. Godset dækker 30 hektar park og skov og grænser til Hornbæk Golfbane.

## Historie
Landsbyen Havreholm er første gang nævnt i 1178 som Hauerholm. I 1497 bestod den af seks gårde, i 1681 af seks gårde og tre huse og i 1747 af seks gårde og syv huse. Den tilstødende Gurre Å blev fra senest det 16. århundrede anvendt til mølledrift. En vandmølle nævnes i 1555 og var indtil 1817 brugt som en slibemølle i samarbejde med geværfabrikken i Hellebæk.
Johan Thomas Culmsee etablerede en vand- og dampdrevet papirfabrik på stedet i 1842. Det var dog en broder, Frederik, som drev fabrikken. I hans gamle direktørbolig på Bøtterupvej kom forfatteren Holger Drachmann ofte, idet han var meget interesseret i husets døtre. Derimod er der intet bevis for, at Drachmann besøgte den nye direktørbolig - det nuværende Havreholm Slot. Tværtimod forlod han Havreholm i affekt over Polly Culmsees forlovelsemed proprietær Villiam Thalbitzer - og vendte ikke tilbage.

## Havreholm "Slot"
Sønnen Valdemar Culmsee overtog ledelsen af papirfabrikken, da hans far flyttede til Kristiania med resten af familien i 1867. Han byggede den nuværende hovedbygning i 1872, idet han fraflyttede den gamle direktøbolig på Bøtterupvej. Den nye "Havreholm Hus" blev bygget i en overdådig historicistisk stil, der snart gav det navnet "slottet" blandt de lokale. Henrik Pontoppidan lejede huset i 1886, og hans søn blev født der året efter.[kilde mangler] Papirfabrikken lukkede i 1889. Bygningerne blev derefter anvendt til fremstilling af trævarer, men fabrikken brændte i 1897 og blev genopbygget med en mere strategisk beliggenhed nær Kvistgård Station. Alle resterne af de industrielle bygninger blev fjernet i 1910.
Boligen blev ikke påvirket af branden. I 1911 blev den købt af Holger Jantzen, ejer af en sukkerfabrik på Java. Han udvidede ejendommen gennem opkøb af mere jord og anlagde en stor park. Jantzen-familien ejede Havreholm i 70 år. I 1980'erne havde et selskab planer om at omdanne ejendommen til en country-klub. De renoverede hovedbygningen og forbedrede faciliteterne, før de opgav deres planer i 1989. Den nye ejer, Inge Correll, omdannede med et forsikringsselskab som investor ejendommen til et hotel og kaldte det Havreholm Slot. Hotellet gik konkurs i 2009. Det er siden genåbnet med nye ejere. I 2018 overtog den tidligere Matas-indehaver, Henrik Frederiksen, der er i gang med en restaurering af ejendommen.

## Interiør
Holger Jantzen bestilte Joakim Skovgaard til at dekorere Havestuen. Han skabte seks store og seks mindre malerier, der forestiller skabelsesberetningen i Bibelen. Det tog Skovgaard tre år at male dem. Der blev udstillet på Den Frie Udstilling, Charlottenborg og i Stockholm før de blev hængt op på Havreholm. Loftet er dekoreret med de 12 stjernetegn omgivet af tal, der repræsenterer de fire årstider.